# Бразджёнис, Бернардас
Берна́рдас Бразджёнис (Бразджио́нис, лит. Bernardas Brazdžionis; 2 февраля 1907, дер. Стебейкяй, ныне Пасвальский район Литвы — 11 июля 2002, Лос-Анджелес) — литовский поэт и критик.

## Биография

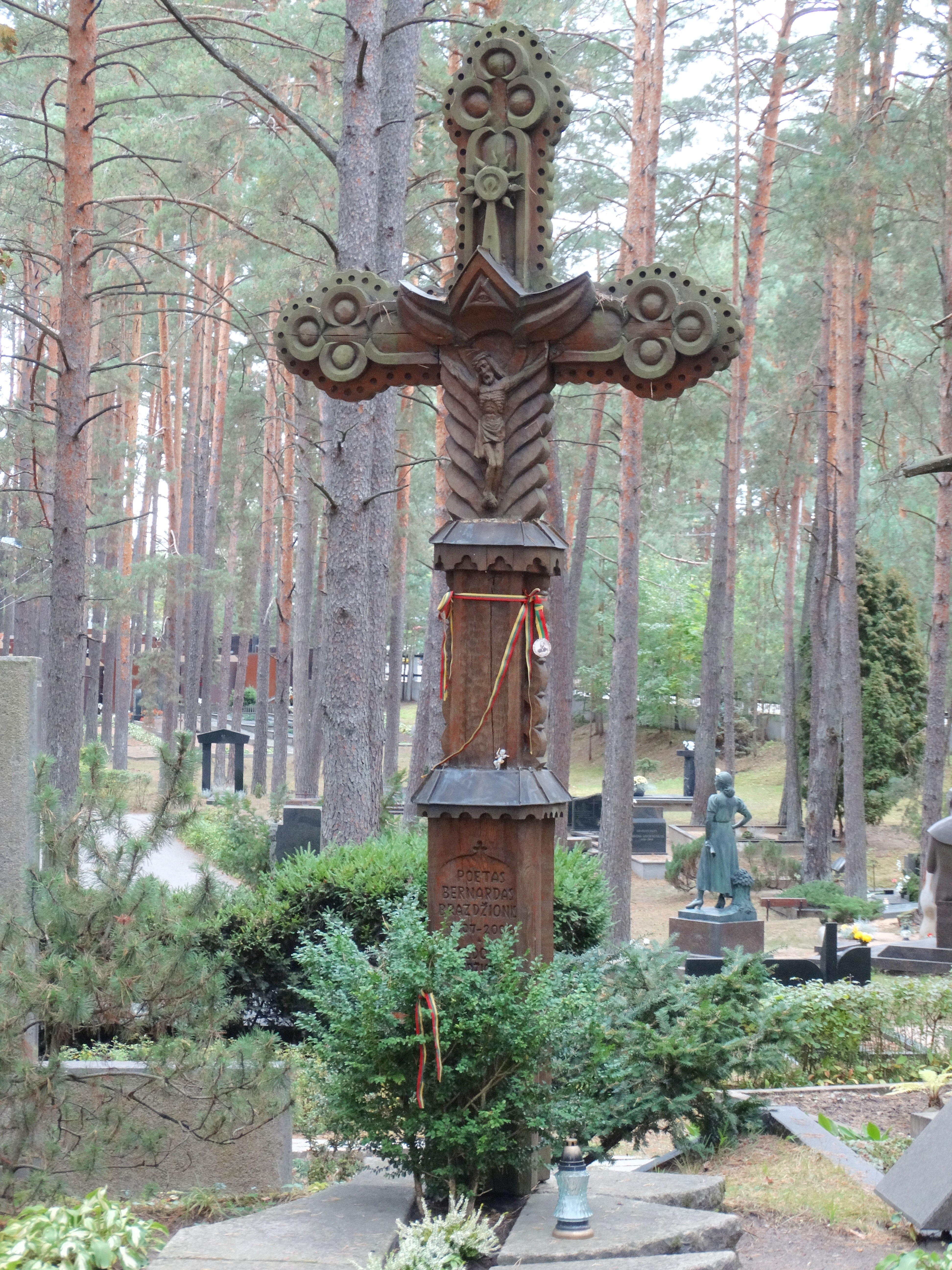
Могила Бразджёниса

С годовалого возраста вместе с родителями жил в США (1908—1914). Вернувшись в Литву, в 1921—1929 годах учился в гимназии в Биржай. В 1929—1934 годах учился в каунасском Литовском университете, в 1930 году переименованном в Университет Витаутаса Великого на факультете гуманитарных наук. По окончании университета преподавал на различных курсах и в разнообразных учебных заведениях.
Редактировал «Летувос студентас» („Lietuvos studentas“, 1933), «Атейтес спиндуляй» („Ateities spinduliai“, 1932—1940), «Прадальгес» („Pradalgės“, 1934—1935). Входил вместе с П. Цвиркой, Й. Шимкусом, А. Вайчюлайтисом в редколлегию журнала «Деновидис» („Dienovidis“, 1938) под редакцией В. Миколайтиса-Путинаса. С 1937 году работал в издательстве «Сакалас». Работал директором музея Майрониса в 1940 — 1944 годах.
С приближением советских частей к Литве в 1944 года выехал в Германию. С 1949 года жил в США — в Бостоне, с 1955 года в Лос-Анджелесе. Был редактором отдела всемирной литературы в многотомной «Литовской энциклопедии» („Lietuvių enciklopedija“). В 1989 году смог впервые после многолетнего перерыва вернуться в Литву. Приём национальному певцу в ситуации подъёма национально-освободительного движения был оказан едва ли не как полководцу, выигравшему войну. Триумфальному возвращению в Литву и в литовскую литературную жизнь посвящены альбом „Poetas B. Brazdžionis grįžta į Lietuvą“ и документальный фильм Альгирдаса Тарвидаса «Возвращение» („Bernardas Brazdžionis. Sugrižimas“, 1997). После 1989 года ежегодно приезжал в Литву.
Умер в США 11 июля 2002 года. 28 июля гроб с бальзамированным телом поэта самолётом был доставлен в Вильнюс. В отпевании в Кафедральном соборе Св. Станислава в Вильнюсе 29—30 июля участвовали епископ Юозас Тунайтис, монсеньор Альфонсас Сваринскас, вильнюсский архиепископ кардинал Аудрис Юозас Бачкис. В прощании с поэтом в Каунасе участвовало до 4 тысяч человек из разных городов Литвы и других стран, президент Валдас Адамкус, епископы, члены правительства, депутаты парламента, писатели.
Похоронен на Пятрашюнском кладбище в Каунасе.

## Творчество
Дебютировал в печати, опубликовав в 1924 году первое стихотворение в журнале «Павасарис» („Pavasaris“, русск. «Весна»). Первый сборник поэзии (совместно с К. Аукштикальнисом) выпустил в 1926. Первый зрелый сборник «Амжинас Жидас» („Amžinas Žydas“, русск. «Вечный Жид», 1931). За сборник «Знамения и чудеса» („Ženklai ir stebuklai“) получил премию издательства «Сакалас» (1937). За книгу поэзии «Город князей» („Kunigaikščių miestas“) удостоен Государственной премии (1940). Стихи включались в антологии «Первое десятилетие» („Pirmasis dešimtmetis“, 1929), «Вторые венки» („Antrieji vainikai“, 1936) и другие. Участвовал в неокатолическом авангардистском альманахе «Гранитас» („Granitas“, русск. «Гранит», 1930).
На литовский язык переводил стихи Генриха Гейне, Й. В. Гёте и других поэтов. Стихи для детей публиковал под псевдонимом Vytės Nemunėlis. Использовал псевдонимы B. Nardis Brazdžionis, J. Braz., Jaunasis Vaidevutis, J. Brazaitis, J. Steibekis. Критические статьи под псевдонимом Йонас Бразайтис печатал в журналах «Жидинис» („Židinys“), «Науйойи Ромува» („Naujojoji Romuvoja“), «Вайрас» („Vairas“).
Во время немецкой оккупации выступил с антисоветскими стихами. Составитель и редактор литературной летописи „Literatūros metraštis su kalendorium 1942 metams“. В эмиграции редактировал летопись литовской литературы в изгнании „Tremties metai“ (1947), газету для детей «Эглуте» („Eglutė“, то есть «Ёлочка»; 1949—1950). Участвовал в литовских эмигрантских периодических изданиях.
В эмиграции писал патриотические стихи и развивал прежние мотивы скитальчества, странствия, окрашенные библейской символикой. Как наиболее яркий представитель поколения, вошедшего в литературу в независимой Литве и продолжившего творчество в эмиграции, приобрёл значение исторической фигуры и символа духовного сопротивления. Изданный в США сборник «Полнолуние поэзии» („Poezijos pilnatis“, 1970), куда вошли стихотворения из двенадцати книг, в 1989 году, когда в Литве набирало силу движение к независимости, на родине поэта был переиздан тиражом в 100 тыс. экземпляров — если не небывалым, то редким для книги стихов в стране с населением в 3 млн. Его триумфальному возвращению в Литву и в литовскую литературную жизнь посвящён Документальный фильм Альгирдаса Тарвидаса «Возвращение» („Bernardas Brazdžionis. Sugrižimas“, 1997).
На русский язык его стихотворения переводились с 1990 (Виталий Асовский, Георгий Ефремов); переводы также на английском и польском языках.

## Награды и звания
Награждён Командорским крестом Ордена Великого князя литовского Гядиминаса (1993) и Большим крестом ордена великого князя Литовского Гядиминаса (1998). 21 сентября 1995 года ему было присвоено звание почётного гражданина Каунаса. Кавалер ватиканского ордена Святого Григория Великого (1998).

## Издания
- Verkiantis vergas. Poema. Marijampolė, 1928. 72 p.
- Amžinas Žydas. Eilėraščiai. Kaunas, 1931. 127 p.
- Krintančios žvaigždės. Kaunas, 1933. 78 p.
- Ženklai ir stebuklai. Eilėraščiai. Kaunas, 1936. 96 p.
- Kunigaikščių miestas. Eilėraščiai. Kaunas, 1939. 126 p.
- Kunigaikščių miestas. -asis pataisytas leid. Eilėraščiai. Kaunas, 1940. 126 p.
- Pirmieji žingsniai. 1940.
- Šaukiu aš tautą. 1941.
- Iš sudužusio laivo. 1940—1941.
- Viešpaties žingsniai. 1943.
- Svetimi kalnai. 1945.
- Šiaurės pašvaistė. 1947.
- Tremties metai. 1947.
- Per pasaulį keliauja žmogus. 1949.
- Didžioji kryžkelė. 1953.
- Vidurdienio sodai. 1961.
- Poezijos pilnatis. Los Angeles: Lietuvių dienos, 1970. 592 p.
- Po aukštaisiais skliautais. 1989.
- Tarp žemės ir dangaus. 1992.
- Pavasario kelionė. 1992.
- Kas šviečia virš galaktikų visų. Vilnius: Lietuvos rašytojų sąjungos leidykla, 2004. 147 p. ISBN 9986-39-338-8.
- Vaidila Valiūnas. 1956—1983.
- Lietuvių beletristikos antologija. 1957.
- Petras Karuža. 1984.

### Для детей
- Mažųjų pasaulis. Eilėraščiai vaikams. Kaunas, 1931. 50 p.
- Drugeliai. Eilėraščiai vaikams. Kaunas, 1934. 63 p.
- Kiškio kopūstai. Eilėraščiai vaikams. Kaunas, 1936. 64 p.
- Algirdukas Pupuliukas ir Kazytė jo sesytė
- Laiško kelionė Argentinon. 1938.
- Vyrai ir pipirai. 1938.
- Meškiukas Raudnosiukas. Poema. Kaunas, 1939. 20 p.
- Purienos. Eilėraščiai mažiems. Kaunas, 1939. 64 p.
- Dėdė Rudenėlis. 1941.
- Gintaro Kregždutė. 1943.
- Pavasario upeliai. 1944.
- Kalėdų senelis. 1944.
- Tėvų nameliai. 1945.
- Mažoji abėcėlė. 1946.
- Pietų vėjelis.
- Lietuvių tėvynei. 1952.
- Po tėvynės dangum. 1952.
- Mažųjų dienos. 1984.

### На других языках
- Tysiąc obrazów / tr. by M. Stempkowska. Kaunas: Šviesa, 1992. 239 p.
- Roads and Crossroads: selected poems / tr. by Živilė Gimbutas, Birutė Putrius-Serota, Jūra Avižienis, Algirdas Žolynas, Aušra Kubilius, Auksuolė Rubavičiūtė, Demi Jonaitis. Chicago: Vydūno fondas, 2003.